# Zarand
Zarand (perski: زرند) – miasto w Iranie, w ostanie Kerman. W 2006 roku miasto liczyło 54 745 mieszkańców w 12 992 rodzinach.